# Karachi Co-operative Housing Societies Union
La Karachi Co-operative Housing Societies Union (KCHSU) est une fédération pakistanaise de coopératives d'habitation. Elle est composée de 24 sociétés de coopératives d'habitation qui regroupent plus de 100 000 membres.

## Histoire
La KCHSU est fondée le 25 janvier 1949 lorsque 24 coopératives d'habitation se regroupent dans le but de favoriser l'acquisition et la location de terrains cédés par des governements et d'autres agences pakistanaises,. Cette nouvelle entité se lance alors dans la construction de logements en obtenant des droits  sur de grands terrains, formant ainsi de grands quartiers urbains (townships). Par exemple, la KCHSU a reçu 4,76 km2 en 1954 du gouverneur-général du Pakistan Malik Ghulam Muhammad grâce à une convention de droits d'utilisation. Elle a aménagé ce terrain pour y loger des personnes réfugiées au Pakistan. Elle a fourni et maintenu plusieurs services municipaux jusqu'à ce qu'ils soient pris en charge par les gouvernements locaux dans les années 1970.
En janvier 2019, la Sindh Cooperative Housing Authority annonce sa prise de contrôle sur la Karachi Co-operative Housing Societies Union.
Elle est membre de l'Alliance coopérative internationale. En 2012, elle est dirigée par Mohemmed Sharif Bhaiji. 